# Jean-Claude Barclay
Jean-Claude Barclay (* 30. Dezember 1942 in Paris) ist ein ehemaliger französischer Tennisspieler.

## Sportliche Karriere
Bereits früh in seiner Jugend wurde Barclays Talent deutlich. Bei seiner ersten Teilnahme an einem Grand-Slam-Turnier – im Mai 1960 bei den French Open – war er erst 17 Jahre alt. Darüber hinaus gewann er 1962 in Mailand mit der Trofeo Bonfiglio ein prestigeträchtiges Nachwuchsturnier.
Über die nächsten zwei Dekaden trat er regelmäßig zu Grand-Slam-Turnieren an. Er konzentrierte sich dabei jedoch auf die beiden europäischen Wettbewerbe, die French Open und die Wimbledon Championships, und nahm nie an den Australian Open und nur einmal an den US Open teil. Sein bestes Einzel-Resultat gelang ihm bei den French Open 1963, als er sich erst im Viertelfinale in fünf Sätzen dem späteren Weltranglistenersten Manuel Santana geschlagen geben musste. 1973 gewann er das Baseler Hallenturnier gegen den Schweizer Leonardo Manta.
Weitaus größere Erfolge feierte Barclay im Doppel sowie im Mixed. Im Juli 1963 erreichte er an der Seite seines Landsmannes Pierre Darmon das Finale von Wimbledon, wo sie gegen das mexikanische Duo Antonio Palafox / Rafael Osuna unterlagen. Es folgten mit wechselnden Partnern 1969 Finalteilnahmen in Bournemouth und Hamburg sowie 1971 der Sieg in Hilversum. Zusammen mit Françoise Dürr stieß er zwischen 1968 und 1973 sechsmal in Folge in das Mixed-Finale der French Open vor – 1968, 1971 und 1973 konnten sie den Titel gewinnen. Dabei setzen sie sich unter anderem gegen hochkarätige Spieler wie Ilie Năstase, Billie Jean King, Virginia Wade und Bob Hewitt durch. Dürr war Barclays langjährigste Partnerin. Beide spielten, mit Unterbrechungen, 15 Jahre lang zusammen und erreichten 1980 noch einmal das Viertelfinale der French Open.
Barclays gute Leistungen führten dazu, dass er zu Beginn seiner Karriere 1962 und 1963 vom Mannschaftskapitän Benny Berthet für das französische Davis-Cup-Team nominiert wurde. Beide Male kam das Team allerdings nicht über die Kontinentalgruppe hinaus. Barclay bestritt insgesamt sieben Spiele im Davis Cup, von denen er drei gewinnen konnte.

## Partner

### Im Herrendoppel
- Patrice Beust (1969)
- Daniel Contet (1970–1972)
- Pierre Darmon (1963–1965)
- Jürgen Faßbender (1969)
- Georges Goven (1968)
- François Jauffret (1961–1964)
- Michel Leclercq (1965)
- Onny Parun (1972)
- Barry Phillips-Moore (1972)
- Nicola Pietrangeli (1966)
- Patrick Proisy (1974)
- Jacques Renavand (1962)
- Terry Ryan (1969)
- Bobby Wilson (1969)

### Im Mixed
- Paule Courteix (1960)
- Françoise Dürr (1965–1980)
- Michèle Gurdal (1976)
- Julie Heldman (1974)
- Jeanine Lieffrig (1961)
- Fay Toyne Moore (1969)
- Christiane Spinoza (1963–1964)
- Betty Stöve (1971)
- Évelyne Terras (1966)

## Erfolge

### Einzel

#### Turniersiege
| Nr. | Datum | Turnier | Belag         | Finalgegner    | Ergebnis |
| --- | ----- | ------- | ------------- | -------------- | -------- |
| 1.  | 1973  | Basel   | Hartplatz (i) | Leonardo Manta | 6:3, 7:5 |

#### Finalteilnahmen
| Nr. | Datum | Turnier                  | Belag         | Finalgegner        | Ergebnis      |
| --- | ----- | ------------------------ | ------------- | ------------------ | ------------- |
| 1.  | 1963  | Frz. Hallenmeisterschaft | Hartplatz (i) | Jan-Erik Lundqvist | 4:6, 6:8, 2:6 |

### Doppel

#### Turniersiege
| Nr. | Datum | Turnier   | Belag | Partner       | Finalgegner              | Ergebnis                |
| --- | ----- | --------- | ----- | ------------- | ------------------------ | ----------------------- |
| 1.  | 1971  | Hilversum | Sand  | Daniel Contet | John Cooper Colin Dibley | 7:5, 3:6, 7:5, 4:6, 6:2 |

#### Finalteilnahmen
| Nr. | Datum | Turnier     | Belag | Partner          | Finalgegner                  | Ergebnis           |
| --- | ----- | ----------- | ----- | ---------------- | ---------------------------- | ------------------ |
| 1.  | 1963  | Wimbledon   | Rasen | Pierre Darmon    | Antonio Palafox Rafael Osuna | 6:4, 2:6, 2:6, 2:6 |
| 2.  | 1969  | Bournemouth | Sand  | Bobby Wilson     | Bob Hewitt Frew McMillan     | 4:6, 2:6, 6:2, 7:9 |
| 3.  | 1969  | Hamburg     | Sand  | Jürgen Faßbender | Tom Okker Marty Riessen      | 1:6, 2:6, 4:6      |

### Mixed

#### Turniersiege
| Nr. | Datum | Turnier         | Belag | Partnerin      | Finalgegner                          | Ergebnis |
| --- | ----- | --------------- | ----- | -------------- | ------------------------------------ | -------- |
| 1.  | 1968  | French Open (1) | Sand  | Françoise Dürr | Owen Davidson Billie Jean King       | 6:1, 6:4 |
| 2.  | 1971  | French Open (2) | Sand  | Françoise Dürr | Toomas Leius Winnie Shaw             | 6:2, 6:4 |
| 3.  | 1971  | Hilversum       | Sand  | Betty Stöve    | Patrice Dominguez Christina Sandberg | 8:6, 6:3 |
| 4.  | 1973  | French Open (3) | Sand  | Françoise Dürr | Patrice Dominguez Betty Stöve        | 6:1, 6:4 |

#### Finalteilnahmen
| Nr. | Datum | Turnier         | Belag | Partnerin      | Finalgegner                  | Ergebnis      |
| --- | ----- | --------------- | ----- | -------------- | ---------------------------- | ------------- |
| 1.  | 1969  | French Open (1) | Sand  | Françoise Dürr | Marty Riessen Margaret Court | 3:6, 2:6      |
| 2.  | 1970  | French Open (2) | Sand  | Françoise Dürr | Bob Hewitt Billie Jean King  | 6:3, 4:6, 2:6 |
| 3.  | 1972  | French Open (3) | Sand  | Françoise Dürr | Kim Warwick Evonne Goolagong | 2:6, 4:6      |

### Leistungsbilanz bei den Grand-Slam-Turnieren
Einzel
| Turnier         | 1960 | 1961 | 1962 | 1963 | 1964 | 1965 | 1966 | 1967 | 1968 | 1969 | 1970 | 1971 | 1972 | 1973 | 1974 | 1975 | 1976 | 1977 | 1978 | 1979 | 1980 |
| --------------- | ---- | ---- | ---- | ---- | ---- | ---- | ---- | ---- | ---- | ---- | ---- | ---- | ---- | ---- | ---- | ---- | ---- | ---- | ---- | ---- | ---- |
| Australian Open | –    | –    | –    | –    | –    | –    | –    | –    | –    | –    | –    | –    | –    | –    | –    | –    | –    | –    | –    | –    | –    |
| French Open     | –    | 3R   | 1R   | VF   | AF   | 3R   | 2R   | 1R   | 1R   | 2R   | 1R   | 3R   | 2R   | 1R   | 2R   | 1R   | –    | –    | –    | –    | –    |
| Wimbledon       | –    | 2R   | –    | 1R   | 1R   | 2R   | 1R   | –    | 1R   | 1R   | 2R   | 1R   | 1R   | –    | –    | –    | Q2   | –    | –    | –    | –    |
| US Open         | –    | –    | –    | –    | –    | 1R   | –    | –    | –    | –    | –    | –    | –    | –    | –    | –    | –    | –    | –    | –    | –    |

Herrendoppel
| Turnier         | 1960 | 1961 | 1962 | 1963 | 1964 | 1965 | 1966 | 1967 | 1968 | 1969 | 1970 | 1971 | 1972 | 1973 | 1974 | 1975 | 1976 | 1977 | 1978 | 1979 | 1980 |
| --------------- | ---- | ---- | ---- | ---- | ---- | ---- | ---- | ---- | ---- | ---- | ---- | ---- | ---- | ---- | ---- | ---- | ---- | ---- | ---- | ---- | ---- |
| Australian Open | –    | –    | –    | –    | –    | –    | –    | –    | –    | –    | –    | –    | –    | –    | –    | –    | –    | –    | –    | –    | –    |
| French Open     | ?    | ?    | ?    | ?    | ?    | ?    | ?    | ?    | 3R   | 3R   | 1R   | 3R   | 3R   | –    | 1R   | –    | –    | –    | –    | –    | –    |
| Wimbledon       | –    | 3R   | –    | F    | 1R   | 1R   | 3R   | –    | 1R   | 3R   | 1R   | 2R   | 1R   | –    | –    | –    | –    | –    | –    | –    | –    |
| US Open         | ?    | ?    | ?    | ?    | ?    | ?    | ?    | ?    | –    | –    | –    | –    | –    | –    | –    | –    | –    | –    | –    | –    | –    |

Mixed
| Turnier         | 1960 | 1961 | 1962 | 1963 | 1964 | 1965 | 1966 | 1967 | 1968 | 1969 | 1970              | 1971              | 1972              | 1973              | 1974              | 1975              | 1976              | 1977              | 1978              | 1979              | 1980              |
| --------------- | ---- | ---- | ---- | ---- | ---- | ---- | ---- | ---- | ---- | ---- | ----------------- | ----------------- | ----------------- | ----------------- | ----------------- | ----------------- | ----------------- | ----------------- | ----------------- | ----------------- | ----------------- |
| Australian Open | –    | –    | –    | –    | –    | –    | –    | –    | –    | –    | nicht ausgetragen | nicht ausgetragen | nicht ausgetragen | nicht ausgetragen | nicht ausgetragen | nicht ausgetragen | nicht ausgetragen | nicht ausgetragen | nicht ausgetragen | nicht ausgetragen | nicht ausgetragen |
| French Open     | 1R   | 2R   | –    | 2R   | –    | –    | –    | –    | S    | F    | F                 | S                 | F                 | S                 | VF                | –                 | –                 | –                 | –                 | –                 | VF                |
| Wimbledon       | –    | –    | –    | –    | 2R   | VF   | 2R   | –    | –    | 1R   | –                 | –                 | 3R                | AF                | –                 | –                 | 1R                | –                 | –                 | –                 | –                 |
| US Open         | ?    | ?    | ?    | ?    | –    | –    | –    | –    | –    | –    | –                 | –                 | –                 | –                 | –                 | –                 | –                 | –                 | –                 | –                 | –                 |

### Leistungsbilanz im Davis Cup
| Jahr | Zone         | Runde         | Belag | Ort       | Partner          | Gegner                  | Ergebnis           |
| ---- | ------------ | ------------- | ----- | --------- | ---------------- | ----------------------- | ------------------ |
| 1962 | Europagruppe | 2. Runde      | Sand  | Paris     | Jacques Renavand | Gordon Forbes Abe Segal | 4:6, 1:6, 3:6      |
| 1963 | Europagruppe | 1. Runde      | Sand  | Paris     | —                | Wiesław Biełanowicz     | 6:1, 6:0, 6:2      |
| 1963 | Europagruppe | 1. Runde      | Sand  | Paris     | —                | Stanisław Szczukiewicz  | 6:4, 6:2, 6:3      |
| 1963 | Europagruppe | 2. Runde      | Sand  | Paris     | —                | Ronald Barnes           | 3:6, 6:8, 2:6      |
| 1963 | Europagruppe | 2. Runde      | Sand  | Paris     | —                | José Edison Mandarino   | 3:6, 6:2, 6:0, 6:4 |
| 1963 | Europagruppe | Viertelfinale | Sand  | Barcelona | —                | Manuel Santana          | 1:6, 2:6, 2:6      |
| 1963 | Europagruppe | Viertelfinale | Sand  | Barcelona | —                | Juan Manuel Couder      | 2:6, 1:6, 1:6      |